# Schlagintweitia chamaepicris
Schlagintweitia chamaepicris là một loài thực vật có hoa trong họ Cúc. Loài này được (Arv.-Touv.) Greuter miêu tả khoa học đầu tiên.